# Dřiteň
Dřiteň är en ort i Tjeckien.   Den ligger i regionen Södra Böhmen, i den centrala delen av landet, 110 km söder om huvudstaden Prag. Dřiteň ligger 435 meter över havet och antalet invånare är 1 392.
Terrängen runt Dřiteň är platt. Runt Dřiteň är det ganska tätbefolkat, med 166 invånare per kvadratkilometer. Närmaste större samhälle är Týn nad Vltavou, 10,5 km nordost om Dřiteň. Trakten runt Dřiteň består till största delen av jordbruksmark.